# Snead (Alabama)
Snead é uma cidade  localizada no estado americano de Alabama, no Condado de Blount.

## Demografia
Segundo o censo americano de 2000, a sua população era de 748 habitantes.
Em 2006, foi estimada uma população de 830, um aumento de 82 (11.0%).

## Geografia
De acordo com o United States Census Bureau, a localidade tem uma área de 14,2 km², dos quais 14,1 km² cobertos por terra e 0,1 km² cobertos por água.

## Localidades na vizinhança
O diagrama seguinte representa as localidades num raio de 24 km ao redor de Snead.